# Skæbnens ironi
Skæbnens ironi, eller Nyd din sauna! (original russisk titel: Ирония судьбы, или С лёгким паром!, translit.: Ironija sudby, ili S ljogkim parom!) er et sovjetisk komedie-drama instrueret af Eldar Rjasanov baseret på manuskript af Emil Braginskij og Rjazanov filmet i 1975 ved Mosfilm. 
Filmen er stærkt forbundet med nytårsfesten i Rusland og i de tidligere sovjetrepublikker og har traditionelt været vist på tv dér hver nytårsaften siden 1. januar 1976.
Filmen blev i 2007 fulgt op med en efterfølger, Ironija sudby. Prodolzjenije.

## Handling
I filmens handling bor Jevgenij i en forstad til Moskva. Nytårsaften planlægger han at fejre med sin forlovede Galja, men først mødes han med sine gamle skolekammerater i et badehus. Efter at have drukket sig beruset, tager de til lufthavnen, hvor en af kammeraterne, Pavel, skal flyve til Leningrad. Der opstår forvirring, og Jevgenij sendes ved en fejl til Leningrad i den tro, at han er på vej hjem til Moskva. Han tager en taxa til sin adresse i Leningrad, som tilfældigvis er identisk med hans adresse i Moskva, og formår at låse op til en fremmed lejlighed, hvor han falder i søvn. Lejlighedens rigtige lejer, Nadja, som venter på sin forlovede Ippolit, finder ham der. Dette fører til en række misforståelser og komiske situationer, som efterhånden udvikler sig til en romantik mellem Jevgenij og Nadja.

## Rolliste
- Andrej Mjagkov - Jevgenij (Sange af Sergej Nikitin)
- Barbara Brylska - Nadja (Sange af Alla Pugatjova)
- Jurij Jakovlev - Ippolit
- Olga Naumenko - Galja
- Aleksandr Sjirvindt - kollega Pavel
- Georgij Burkov - kollega Misja
- Aleksandr Beljavskij - kollega Sasja